# Buffy the Vampire Slayer
Buffy the Vampire Slayer (Buffy, a Caça-Vampiros, no Brasil, e Buffy - Caçadora de Vampiros, em Portugal) é uma série de televisão estadunidense de drama sobrenatural criada por Joss Whedon com a Mutant Enemy Productions e Jane Espenson, David Fury e Marti Noxon como coprodutores executivos. 
A série estreou em 10 de março de 1997, no The WB foi concluída em 20 de maio de 2003, na UPN. A narrativa segue a vida de Buffy Summers (Sarah Michelle Gellar), a mais recente numa linha de jovens mulheres conhecidas como Caçadoras. As Caçadoras são escolhidas pelo destino para batalhar contra vampiros, demônios, e outras forças das trevas. Tal como Caçadoras anteriores, Buffy é auxiliada por um Conselho de Observadores, que orienta, ensina e a conduz. Ao contrário de suas antecessoras, Buffy tinha um círculo de amigos leais, que se tornou conhecido como o "Scooby Gang".
A série alcançava normalmente entre quatro e seis milhões de telespectadores nas exibições originais.[carece de fontes?] A série sempre esteve entre os programas mais vistos do canal e ajudou o novo e pequeno canal WB Television Network a subir audiometricamente.[carece de fontes?] A série foi positivamente aclamada pela crítica.[carece de fontes?] No seu canal de origem, The WB, atingiu recordes de audiência. Foi classificada como a 41ª melhor série de todos os tempos na lista (de entre 50) da revista TV Guide, bem como na 2ª na lista dos 50 melhores programas de sempre da Revista Empire. [carece de fontes?] Buffy também foi votada como 3ª série com forte estatuto de culto da Revista TV Guide e incluída na "Time Magazine" entre os 100 melhores programas de TV de todos os tempos. [carece de fontes?] Foi nomeada para os Emmy e os Globos de Ouro. A rede WB parou de operar em 17 de Setembro de 2006, após uma homenagem às suas mais memoráveis séries, incluindo o episódio piloto de Buffy e a sua série derivada Angel.[carece de fontes?] O sucesso de Buffy levou à venda de centenas de produtos, incluindo romances, revistas de quadrinhos, jogos de videogames, entre outros. A série tem influenciado a direção de outras séries televisivas.

## Origens
O escritor Joss Whedon diz que "Rhonda — A Garçonete Imortal" foi realmente a primeira encarnação do conceito de Buffy, "a ideia de uma mulher que parece ser completamente insignificante e que acaba por ser extraordinária." Esta ideia evoluiu para Buffy, a qual se desenvolveu para inverter a fórmula de Hollywood: "A garotinha loira que entra em um beco escuro e é morta em cada filme de terror." Whedon queria "subverter essa ideia e criar alguém que fosse uma heroína." Ele explicou: "A primeira missão da série foi a alegria de poder feminino: tê-lo, usá-lo, compartilhá-lo."
O conceito foi visitado por meio de script de Whedon para o filme de 1992, Buffy the Vampire Slayer, que contou com Kristy Swanson no papel-título. O diretor, Fran Rubel Kuzui, viu-o como uma comédia "cultura pop, sobre o que as pessoas pensam sobre vampiros."  [carece de fontes?] Whedon discordou: "Eu tinha escrito este filme assustador sobre uma mulher com poderes, e eles transformaram em uma grande comédia. Foi esmagador." [carece de fontes?]
Vários anos depois, Gail Berman, um executivo da Fox, se aproximou de Whedon para desenvolver o seu conceito de Buffy em uma série de televisão. Whedon explicou que eles disseram, "Você quer fazer um show?" E eu pensei, "High school como um filme de terror. E assim, a metáfora tornou-se o conceito central por trás de Buffy, e foi assim que eu o vendi. ". Os elementos sobrenaturais na série mantiveram-se como metáforas para angústias pessoais associadas com a adolescência e idade adulta Whedon passou a escrever, em um fundo de vinte e cinco minutos para o piloto não exibido, que foi mostrado para as redes e acabou sendo vendido à rede WB. Este último promoveu a estreia da série de clipes da Caça-Vampiros e o primeiro episódio foi exibido em 10 de março de 1997.

## Sinopse
Buffy Anne Summers é uma personagem fictícia que, ainda na adolescência, descobre que possui habilidades especiais, não sendo uma jovem comum. Buffy é uma das Caçadoras, escolhida para combater forças malignas, destacando-se por sua força, coragem e pelo destino de proteger o mundo de criaturas sobrenaturais. Assim, após ser treinada por seu Guardião, Rupert Giles, Buffy passa a alternar sua vida entre combater vampiros e demônios e conviver com seus amigos em Sunnydale, cidade que abriga a Boca do Inferno, um portal de onde emergem diversas criaturas malignas. Buffy conta ainda com a ajuda de seus amigos Xander Harris e Willow Rosenberg.
Nascida em janeiro de 1981, em Los Angeles, filha única de Hank e Joyce Summers, Buffy descobriu ser uma Caça-Vampiros quando o Guardião Merrick se apresentou a ela e lhe revelou seu destino como a Escolhida. Não demorou para que Buffy percebesse que sua vida havia mudado radicalmente e que sua missão não seria fácil: em sua primeira grande vitória contra os vampiros, o ginásio de sua escola, Hemery High, foi destruído pelo fogo. As dificuldades decorrentes da vida de Buffy levaram ao divórcio de seus pais. A partir de então, ela manteve pouco ou quase nenhum contato com o pai.
Após a separação, Joyce se muda com a filha para Sunnydale, Califórnia, para uma bonita e espaçosa casa na Revello Drive 1630, e Buffy passa a estudar na Sunnydale High, onde conhece seus melhores amigos, Willow e Xander e é apresentada ao seu segundo Guardião, o inglês Rupert Giles. Sunnydale está localizada em uma "Boca do Inferno", um portal "entre esta realidade e o além", e ponto de convergência de energias místicas.
Após o ensino médio, Buffy frequenta a Universidade de Sunnydale por alguns meses — ela até mesmo se muda para o campus da Universidade, dividindo o quarto 214 do Stevenson Hall com Willow (após sua primeira companheira de quarto se revelar um demônio). No entanto, Buffy é obrigada a voltar para casa quando sua mãe começa a apresentar problemas de saúde. Mais tarde, abandona definitivamente a universidade por não conseguir conciliar os estudos com o trabalho exaustivo e perigoso de Caçadora de Vampiros. 

### Primeira temporada
Buffy the Vampire Slayer foi uma série de substituição da mid-season e sua primeira temporada foi de apenas 12 episódios. As outras seis temporadas, tiveram 22 episódios. Devido ao filme ter sido transformado em uma "comédia pastelão", pouquíssimas características dele tem a ver com o seriado. A 1.ª Temporada tem início com Buffy Summers (Sarah Michelle Gellar) vindo a Sunnydale com sua mãe, Joyce Summers (Kristine Sutherland)
Após mudar-se, na esperança de deixar para trás os seus deveres como Caçadora, Buffy, inevitavelmente, entra em contato com seu observador, o bibliotecário Rupert Giles (Anthony Stewart Head). Buffy também faz dois amigos que se tornam inseparáveis: Xander Harris (Nicholas Brendon) e Willow Rosenberg (Alyson Hannigan), além da mesquinha Cordelia Chase (Charisma Carpenter), que, apesar de muitas vezes atrapalhar, ajuda em quase todos os episódios a partir da 2.ª Temporada; Cordelia é membro "involuntário" da turma de Buffy Summers, pois ela gosta de estar com eles e principalmente com Xander (os dois chegam a namorar na temporada seguinte), mas não assume publicamente para não perder o título de "Rainha do Colégio". Além desses amigos, Buffy conhece Angel (David Boreanaz), um misterioso vampiro que possui alma, por quem acaba se apaixonando, apesar de saber que se trata de um relacionamento impossível. Com seus amigos e suas novas responsabilidades, Buffy começa a lutar contra os vampiros, bruxas e demônios ao longo da série. Eles logo percebem que Sunnydale está localizada sobre o Boca do Inferno, um portal para dimensões demoníacas que atrai fenômenos sobrenaturais para a área.
Os episódios da primeira temporada exploram os problemas enfrentados pela população estudantil, como um resultado da centralidade da Boca do Inferno. Dentre as questões exploradas, incluem: antigos alunos que ficam invisíveis devido ao "gelo" em que são tratados pelos outros alunos e a energia mística da boca do inferno, as bruxas, demônios e professores, além da fonte infinita de vampiros e o mais poderoso de todos, chamado de "O Mestre" (Mark Metcalf), que é o vilão principal da 1.ª Temporada.

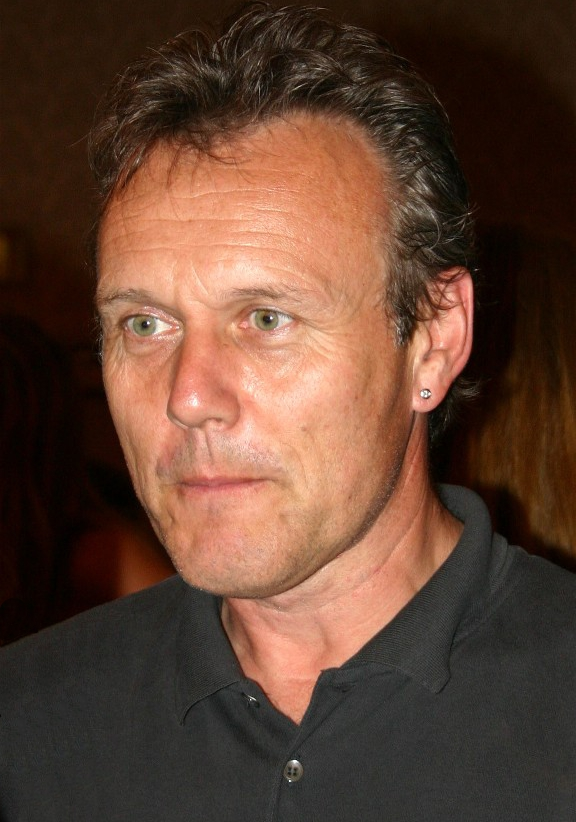
Anthony Head, que interpretou Giles, sentinela de Buffy na série

A série enfatiza a angústia adolescente e a natureza metafórica dos episódios, especialmente através do relacionamento entre Buffy e Angel, frequentemente marcado por avisos enigmáticos dela. A relação se torna complicada quando Buffy descobre que Angel é um vampiro com alma, restaurada por ciganos anos antes de sua chegada à cidade.
O enredo geral aborda os esforços do Mestre para alcançar a superfície. Ele é um vampiro antigo e poderoso que está preso debaixo da terra, em decorrência de um terremoto causado por sua tentativa de abrir a Boca do Inferno décadas antes. Buffy e seus companheiros têm de parar a cada ameaça sobrenatural, geralmente usando uma combinação de trabalho de detetive, a luta física frequente e uma extensa pesquisa de antigos textos místicos e registros acessíveis por computador.
Finalmente, o Messias profetizado (uma criança trazida a Sunnydale) leva Buffy para sua morte na prisão subterrânea do Mestre. Ele usou o sangue de Buffy para fugir para o telhado do Sunnydale High, mas ela é rapidamente revivida por Xander, que tinha a seguido com a ajuda de Angel. Buffy consegue lançar o Mestre para um pedaço pontiagudo de madeira, e a Boca do Inferno está temporariamente fechada.

### Segunda temporada
Composta por 22 episódios, a 2.ª Temporada estreou em setembro de 1997 e terminou em maio de 1998.
Buffy (Sarah Michelle Gellar) retorna à cidade, depois de deixar seus amigos em Sunnydale, para passar o verão com seu pai, em Los Angeles, e interrompe um momento de ternura entre Xander (Nicholas Brendon) e Willow (Alyson Hannigan). Neste episódio, Buffy é mal-educada e chega a ser mais mesquinha do que a própria Cordélia (Charisma Carpenter), que está evoluindo. Ela ainda dá lições de moral, tentando avisá-la dos erros que está cometendo, quando acaba sendo sequestrada pelos capangas do Mestre.
A segunda temporada continua com a turma resolvendo casos rotineiros, e a relação entre Buffy e o vampiro Angel (David Boreanaz) que estão ficando cada vez mais apaixonados. Enquanto isso, o novo vampiro Spike (James Marsters) está obcecado em encontrar uma cura para sua louca amante Drusilla (Juliet Landau). Para complicar ainda mais a situação, uma nova caçadora, ativada após a morte momentânea de Buffy no fim da primeira temporada, chega a Sunnydale: Kendra Young (Bianca Lawson). Ela vê Buffy beijando Angel em sua forma "vampiresca", muito bem treinada, ela ataca Angel (pois não entende que ele é um bom vampiro) e o prende em uma "jaula" que fica bem de frente a uma janela que no amanhecer mostraria claramente a luz do sol sobre ele, matando-o. Em seguida, Kendra vai atrás de Buffy, sem saber ao certo se ela é humana ou vampira. Ao encontrá-la na casa de Angel, Kendra a ataca, e as duas travam uma luta que termina com Buffy perguntando: 'Quem é você?', ao que ela responde: 'Eu sou Kendra, a Caçadora de Vampiros'. Na metade da temporada, Buffy perde a virgindade com Angel. Sem que seus amigos saibam a princípio, e nesse momento de felicidade Angel perde sua alma por causa da maldição que reina sobre ele, e uma vez mais se torna Angelus - um assassino cruel, o que deixa as coisas ainda piores para Buffy, que de certa forma perdeu seu grande amor. A série é amplamente reconhecida por explorar metaforicamente os medos e ansiedades típicos da adolescência. Um exemplo marcante ocorre quando Buffy dorme com Angel, seu grande amor, e ele muda completamente após perder a alma, transformando-se em Angelus. Nesse estado, ele se alia a Spike e Drusilla, tornando-se um dos inimigos de Buffy e de seus amigos.

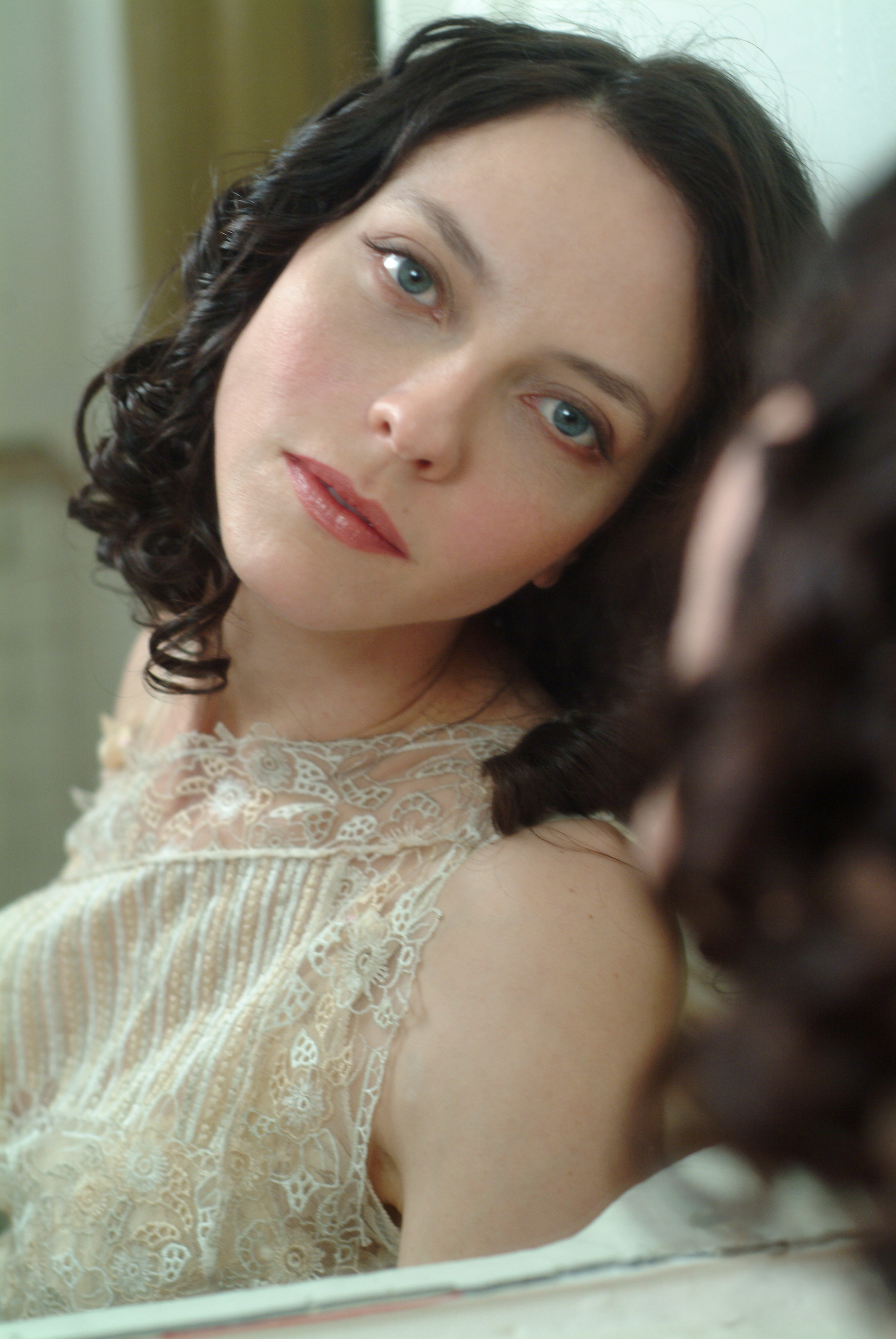
Juliet Landau, a Drusilla em Buffy

Os tormentos de Angel se tornam mais sinistros quando ele mata Jenny Calendar, pois ela descobre uma maneira de restaurar a sua alma, ele ainda deixa o corpo da professora na cama de Rupert Giles, porque ele sabia que os dois estavam prestes a se envolver romanticamente. Irado com a crueldade do vampiro, Rupert Giles vai atrás dele, e por pouco não é morto, sendo salvo por Buffy, que em uma das melhores cenas da temporada, o consola dizendo que não poderia seguir em frente sem ele. Entretanto Jenny sabia que estava correndo perigo de vida, então ela grava as instruções do ritual em um disquete, que cai no chão no momento em que Angel a mata. Finalmente, Angelus descobre um antigo demônio que pode reviver para destruir o mundo sugando-o para o inferno, este demônio se chama Acathla. Buffy vai ao encontro de Angel com a intenção de matá-lo antes que ele liberte o demônio; os dois se encontram, porém, isso não passava de um plano de Angel para que Buffy se distraísse com ele, pois o vampiro precisava de Rupert Giles para concluir o encantamento. Enquanto isso, seus capangas iam para a biblioteca acompanhados da louca Drusilla, e a turma é surpreendida por muitos vampiros e começa então uma luta, mas Drusilla hipnotiza Kendra e, logo depois, a mata, e os capangas vampiros derrubam uma estante de livros em cima de Willow, o que provoca um traumatismo craniano. Drusilla leva Rupert Giles com seus capangas para o ritual de libertação do demônio; Buffy percebe o plano de seu ex-namorado e vai para a biblioteca tentar salvá-los, mas já é muito tarde: Kendra está morta, Xander, Willow e Cordélia estão feridos e Rupert Giles está desaparecido. Depois de todas essas notícias ruins, o diretor Snyder (Armin Shimerman) ainda expulsa a garota da escola e a acusa de múltiplos assassinatos. Ritual de dados ditam que, uma vez que Angelus tenha aberto o portal, a única maneira de fechá-lo é matando-o. Depois de se recuperar, Willow descobre a maneira de restaurar a alma de Angel, graças ao disquete deixado por Jenny Calendar (Robia LaMorte) antes de morrer. Depois de muitas interrogações, a aprendiz de bruxa resolve conjurar o feitiço de restauração. A alma de Angel é restaurada por Willow, que começa a se interessar por magia.
No auge da luta entre Buffy e Angel, o feitiço de Willow surte efeito, e a alma do vampiro é restaurada, porém o portal está quase aberto totalmente, o que libertaria Acathla e decretaria o fim da humanidade, Neste momento Buffy, novamente em uma das melhores cenas da temporada, diz "Eu te amo", dando tempo apenas de Angel retribuir com uma pergunta: "Buffy?", chorando, a caçadora apunhá-la seu namorado e põe fim a agonia do fim dos tempos que estava prestes a se realizar. Finalmente, depois de ser expulsa da escola, destruir Angel, e ter de lidar com o sentimento de culpa pelas mortes de Jenny Calendar (Robia LaMorte) e Kendra (Bianca Lawson) ela revela sua vida para a mãe que, incompreensiva, a expulsa de casa, depois de perder seu lar ser expulsa da escola  e sem apoio de Joyce (Kristine Sutherland), Buffy deixa Sunnydale com a intenção de nunca mais voltar. Um ano terminado com lágrimas na série.

### Terceira temporada
Composta por 22 episódios, a 3.ª Temporada estreou em setembro de 1998 e terminou em maio de 1999.
Buffy retorna a Sunnydale depois de tentar começar uma nova vida em Los Angeles por alguns meses, deixando seus amigos presos na cidade perigosa. Só quando ela começa a aceitar a morte de Angel, que retorna do inferno após ser torturado. O prefeito de Sunnydale acaba por ser um cara mau, de fato, seu nome é Richard Wilkins III aparece como o principal vilão da terceira temporada.

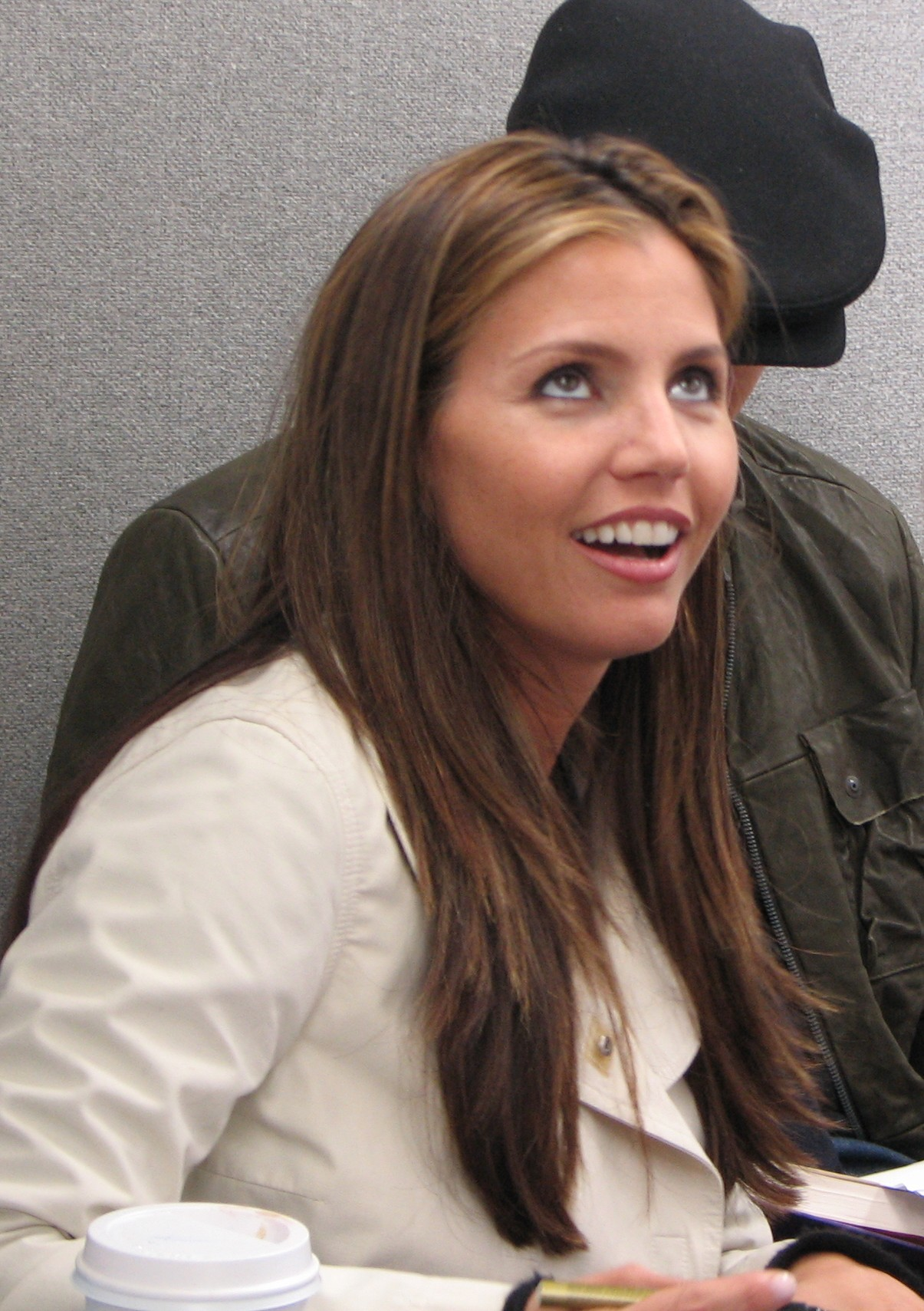
Charisma Carpenter, a Cordelia

A história é complicada devido à chegada de uma outra Caça-Vampiros, Faith (Eliza Dushku), que foi ativada depois da morte de Kendra (Bianca Lawson), no final da segunda temporada. Faith é instável, uma "bad girl", que teve uma infância "infeliz" e tem prazer por violência. Depois de acidentalmente matar um ser humano, algo proibido para uma caça-vampiros, ela se torna uma criminosa e junta-se ao prefeito, que construiu a cidade de Sunnydale há mais de um século atrás. Ele pretende ascender um demônio puro-sangue no dia da formatura, tornando-se um demônio muito maior do que os destruídos por Buffy.
Wesley Wyndam-Pryce apareceu como um Sentinela para substituir Giles, que não passou no teste tradicional que é feito para o Caçador e seu Sentinela, no décimo oitavo aniversário da garota. Embora o General Wesley ter sido inepto, era apenas um coadjuvante nesta série, e torna-se uma figura heróica como regular na série spin-off Angel. No episódio 9 desta temporada intitulado "The Wish" (No Brasil se chama "O Desejo"), Cordélia pede para a demônia Annyanka fazer com que Buffy nunca tivesse existido, desejo este que transforma a vida de todos em um inferno. Ela fez esse pedido após descobrir que Xander a traiu com a amiga Willow. A atrapalhada demônia que realiza o pedido de Cordélia, Annyanka (Emma Caulfield), retorna mais tarde, como uma personagem principal da série, ela passa a se chamar Annya, e se torna mais uma integrante da Gangue dos Scoobies. Ela perde parcialmente seus poderes e se torna uma mortal em Sunnydale.
A temporada acaba com Buffy esfaqueando Faith, deixando-a em coma permanente. O Prefeito recebe sua Ascensão completa, mas a gangue consegue derrotá-lo com todos os alunos do Sunnydale High, alguns destruídos no processo. Sabendo que não tem futuro com Buffy, Angel deixa Sunnydale e vai para Los Angeles. Embora na época não foi feita menção a esse respeito, Cordélia também foi para Los Angeles para trabalhar com Angel, mas não com esse objetivo específico, na verdade ela estava sem dinheiro e resolve ir para Los Angeles para trabalhar como atriz e recuperar seus bens; mas ela acaba por entrar na equipe de Angel em Los Angeles.
Na exibição original da série nos Estados Unidos, alguns episódios foram exibidos com mais de um mês de atraso, devido a acontecimentos parecidos aos que foram tratados em alguns episódios, como: os assassinatos e tiroteios que estavam ocorrendo nas escolas dos Estados Unidos e o fato de que Joss Whedon não queria que os fãs vissem Buffy tendo a formatura estragada após tais acontecimentos.

### Quarta temporada
Composta por 22 episódios, a 4.ª Temporada estreou em setembro de 1999 e terminou em maio de 2000.
A quarta temporada começa com Buffy e Willow inscritas na UC Sunnydale, enquanto Xander começa com a sua vida profissional. Enquanto, nas primeiras três temporadas, tenta resolver problemas na adolescência, Buffy, após a escola, lida com questões de sair de casa, resolver as relações e a atitude mais adequada para as responsabilidades e pressões sociais.
Essa temporada se foca em uma instalação militar secreta chamada de "A Iniciativa". Especiais soldados posando como professores, alunos e colegas de fraternidade. A iniciativa é liderada por Maggie Walsh, professora de psicologia da Buffy e Willow. Riley Finn, que mais tarde seria o namorado de Buffy, é o assistente da Professora Walsh e seu pupilo dia e noite na Iniciativa. Buffy e Riley estão trabalhando para proteger suas identidades secretas para os outros.

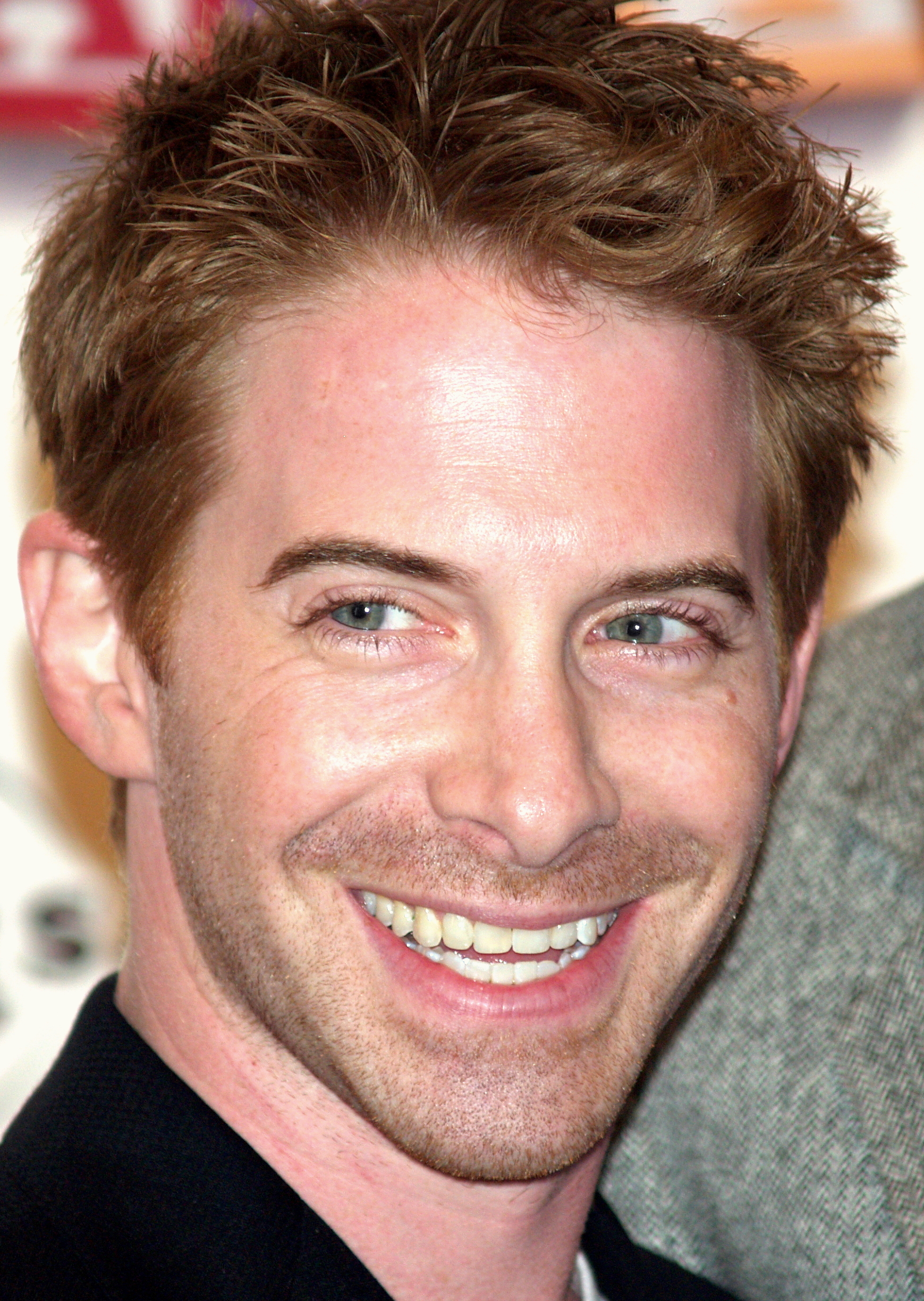
Seth Green, o lobisomem Oz na série

Embora a Iniciativa, no início, pareça um bem anti-demônios, logo se revelou que eles testavam operações para o sobrenatural. Entre outras coisas, a Iniciativa estava combinando demônios, os seres humanos e cibernética em uma super criatura chamada Adam. Involuntária, Buffy tenta integrar seu trabalho com a Iniciativa, na qual a Professora Walsh tentou matá-la usando diversas armadilhas. Adam mata Maggie antes de escapar da Iniciativa. Ele arquitetou um plano para criar um caos, com criaturas que se parecem com ele de forma frankensteiniana substituindo os humanos e demônios. Riley descobre que a Iniciativa era inconfiável.
A quarta temporada viu o retorno do vampiro Spike como parte dos personagens regulares, neutralizado pela Iniciativa com um chip em seu cérebro que o impede de ferir humanos. Spike é agora um dos personagens mais moralmente ambíguos na série.
Enquanto isso, Oz deixa Sunnydale e Willow começa um romance com a também bruxa Tara Maclay. Faith acorda do coma e foge para Los Angeles. Enquanto Buffy e seus amigos estão cada vez mais distanciados,  finalmente se unem para derrotar Adam através de um feitiço que combina todos os seus poderes no corpo de Buffy. A Iniciativa é destruída por demônios durante a batalha.
O episódio aclamado pela crítica "O Silêncio" da quarta temporada, ganhou uma nomeação para um Emmy. [carece de fontes?]

### Quinta temporada
Composta por 22 episódios, a 5.ª Temporada estreou em setembro de 2000 e terminou em maio de 2001.
Dawn aparece em Sunnydale como irmã de Buffy. Ninguém acha a sua presença estranha, mas logo é revelado que a adolescente é uma energia mística chamada de "A Chave", que foi transformada por um grupo de monges, com a essência e sangue de Buffy, em forma humana. Falsas memórias  foram implantadas para que todos possam protegê-la de Glory, uma deusa exilada de uma dimensão do inferno, que é deixada em um corpo humano em que está presa - Ben, um médico do hospital. Ela trabalha para localizar a chave, e cria um exército de doentes mentais, dos quais ela se alimenta dos cérebros. Buffy e seus amigos lutam para descobrir o seu plano, protegendo simultaneamente a inocente Dawn, tentando aceitar quem ela é, enquanto Spike se apaixona por Buffy. Joyce Summers morre de um aneurisma, tendo lutado há meses contra um tumor no cérebro no episódio da série "The Body". No meio da quinta temporada, Riley Finn deixa a série.

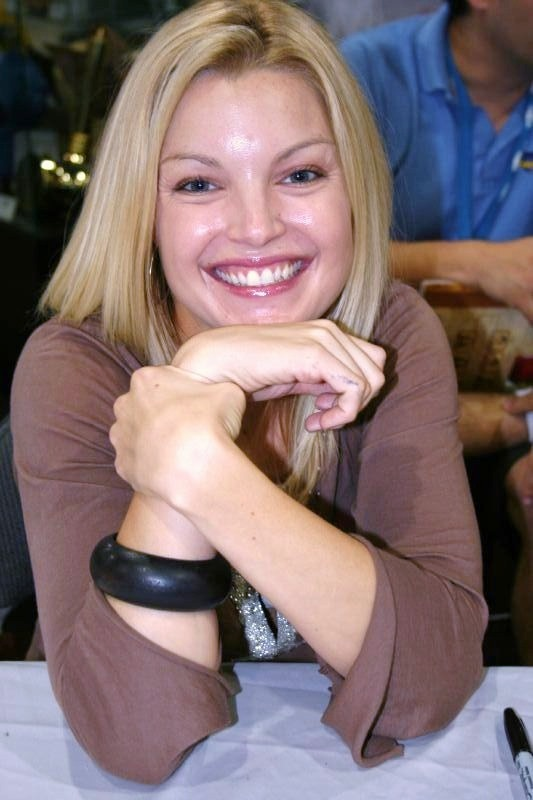
Clare Kramer, a deidade vilã Glory

Glory finalmente descobre que Dawn é a nova forma para a chave, e a sequestra para realizar o ritual que iria abrir um portal para a sua dimensão do inferno, mas ao mesmo tempo, faria com que as paredes fosses rasgadas entre dimensões, trazendo o caos total para a terra. Enquanto Glory não pode ser morta, porque ela é uma deusa, Giles sufoca Ben (e, portanto, também a Glory), com suas próprias mãos para proteger Buffy e o mundo. Uma vez que o ritual foi iniciado por um demônio que veio para ajudar Glory, Buffy finalmente entende a mensagem codificada da Primeira Caça-Vampiros. Com partes de Dawn da mesma essência e sangue, Buffy salta para o vórtice e sacrifica a própria vida para salvar a sua irmã e o mundo. Buffy deixa Dawn com a mensagem: "Dawn, a coisa mais difícil deste mundo é viver nele. Seja corajosa e viva por mim."

### Sexta temporada
Composta por 22 episódios, a 6.ª Temporada estreou em setembro de 2001 e terminou em maio de 2002.
Esta foi a primeira temporada da série que não foi exibida na WB, mas sim na UPN.
Como Buffy morreu a salvar a sua irmã Dawn, o grupo de amigos cria uma Buffy em versão robótica para substituir a verdadeira, para criar aos demónios a ilusão de que a Caçadora ainda está viva e que estes continuam a ter de se haver com Buffy. Mais tarde, Giles decide voltar para Inglaterra, mas, no mesmo dia, Willow e os outros preparam um ritual mágico para ressuscitar Buffy, mas são surpreendidos por um grupo de demônios em motos, que tinham descoberto que já não havia Caçadora, no meio do ritual de feitiços, eles passam com os veículos por cima do único pote mágico no Universo necessário para o feitiço. Conseguem por pouco fugir e todos vão desiludidos para casa. Este grupo de amigos sentia uma enorme tristeza e culpa pois acreditavam que Buffy estava a sofrer no inferno. Os demônios causam o caos em Sunnydale e separam violentamente a robô Buffy aos bocados. Os amigos da Caçadora encontram-na cheia de dúvidas como "Para onde fui?" e nenhum deles faz caso, exceto Dawn que fica mais tempo e pergunta ao que resta da robô o que quer dizer, e a "Buffy" diz-lhe que tinha visto a outra Buffy e perguntava-se a ela mesma onde teria ido, fazendo confusões como as duas pessoas serem uma. Dawn fica muito transtornada e segue a direcção que a robô disse que tinha ido. Aí apercebe-se de uma coisa: o ritual tinha funcionado.
A verdadeira Buffy Summers estava extremamente confusa e tinha acabado de instintivamente espancar um vampiro. Dawn foi contar ao outros mas Buffy foge, e percebem que foi porque afinal Buffy tinha ressuscitado no caixão onde estava enterrada depois do funeral, e tinha passado a experiência traumática de ter de sair de lá pelas suas próprias mãos - Buffy estava traumatizada. Ao longo do tempo, Buffy foi voltando ao normal, mas parecia infeliz. Spike confronta-a e ela acaba por lhe confessar que não tinha estado no Inferno como todos os outros pensavam, mas que na verdade tinha estado no Paraíso, onde sabia que era amada e estava feliz, até aos seus amigos a arrancarem de lá à força; Buffy acaba a confissão dizendo-lhe que o verdadeiro inferno era a vida na Terra e que Spike nunca poderia contar a verdade a Willow, Xander e aos outros. Voltando à rotina, Buffy encontra um emprego no Palácio DoubleMeat (um restaurante de "Fast-Food" de Sunnydale), onde passa uma estranha e perigosa aventura em que uma cliente velhinha tinha na verdade um demônio que lhe saía da nuca e devorava os empregados do restaurante. Spike com a sua obsessão amorosa por Buffy, quase que a viola, e ela deixa. Buffy, eventualmente sendo possuída pela culpa, forma uma relação violenta com Spike. Riley reaparece pedindo a ajuda de Buffy para capturar um demônio, mas ele está casado. Ele flagra Buffy e Spike em sua cripta, e Buffy fica constrangida, a partir de então decide que não vai mais se relacionar com Spike. Riley e a esposa (Sam, que também é agente) vão embora.
Buffy é constantemente atormentada pelo trio, três "geeks" do antigo Sunnydale High que se juntaram para tomar a cidade, em um esforço realmente estúpido para o mal. Jonathan, que em épocas anteriores era vítima, junta-se a Warren, o arquiteto da namorada-robô Buffybot da quinta temporada, e Andrew, cujo irmão Tucker enviou um cão como demônios dançando no final da terceira temporada.

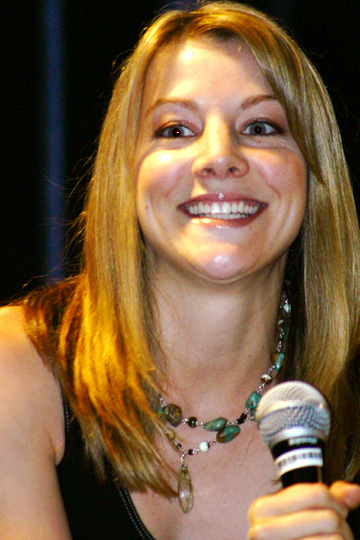
Elizabeth Anne Allen - a intérprete de Amy em 6 temporadas da série.

A subtrama envolvendo Willow num persistente e crescente abuso de magia. Depois ela é forçada a enfrentar as consequências do seu vício, ela passa por um momento difícil quando sua amante Tara é morta acidentalmente por Warren. Willow desce para a escuridão e começa um tumulto destrutivo, num primeiro momento para a vingança, mas mais tarde para aliviar o seu sofrimento, trazendo um apocalipse. Xander demonstra seu amor incondicional por Willow que acaba voltando ao normal e salva o mundo.
Spike insiste em que Buffy finalmente admita que o ama. Quando ela se recusa, Spike tenta estuprá-la em uma tentativa de retomar seu caso sexual (como já está levemente descrito acima). Então Spike deixa Sunnydale aparentemente em busca de vingança, mas consegue ganhar a sua alma após testes dolorosos e difíceis. Nesta temporada, Giles não é mais um personagem regular da série em seguida aparece apenas como convidado especial.

### Sétima temporada
Composta por 22 episódios, a 7.ª e última Temporada estreou em setembro de 2002 e terminou em maio de 2003.
A última temporada de Buffy gira em torno do Primeiro Mal, que pode aparecer na forma desencarnada com a aparência de qualquer pessoa morta. Está mais determinado do que quando ele tentou convencer Angel a matar Buffy e depois se matar na terceira temporada. Algumas meninas que são potenciais Caçadoras são recolhidos por Giles, com a ajuda de videntes, após o Conselho de Vigilantes ser destruído. Eles vivem com medo dos porteiros, os funcionários que estão a matar os caçadores em potencial em todo o mundo.

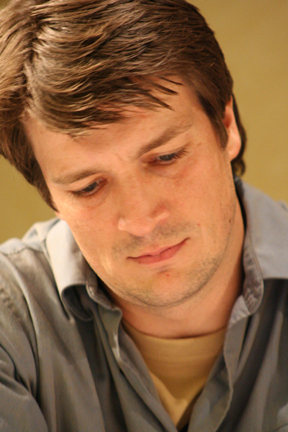
Nathan Fillion, o Caleb, que além de Buffy, trabalhou com Joss em Firefly

Grande parte da história ocorre no recém reconstruído Sunnydale High, para a série e seus personagens de volta às suas raízes: a boca do inferno. Spike agora vive com a culpa de uma alma. Começa enlouquecido pelo Primeiro Mal e isolando-se na cave do instituto. O primeiro mal também desenvolve um gatilho "hipnótico" sobre ele, permitindo-lhe devolver os seres humanos para matar novamente. Finalmente, o "gatilho" e o chip que foram implantados no seu cérebro são removidos.
Ele revela que o exército de selvagens, vampiros primitivos conhecido como Turok-Han são mais poderosos e violentos do que os vampiros normais. O Primeiro tenta o desequilibrar Buffy, reunindo um exército de vampiros na Boca do Inferno. Quando o exército de vampiros excede o número de humanos na Terra, o primeiro tem um corpo novo.
No final, Buffy traz a guerra para a Boca do Inferno em si. Willow invoca um feitiço que ativa todas as Caçadoras do mundo. Com seu exército de garotas agora equipado com plenos poderes, conseguiram conter o exército dos vampiros a tempo suficiente para que um poderoso amuleto usado por Spike funcionasse. O poder do amuleto vaporiza a Boca do Inferno, matando os Turok-Han e Spike no processo. No entanto, Spike está de volta ao spin-off de Buffy, Angel, como a contrapartida do vampiro Angel. É revelado que Anya foi morta por um portador. A Boca do Inferno entra em Colapso, e a cidade de Sunnydale vazia é sugado para dentro de uma grande cratera. "A Boca do Inferno foi oficialmente fechada" e Buffy já não luta sozinha.

## Elenco
| Ator                  | Personagem                | Temporada    | Temporada    | Temporada    | Temporada    | Temporada    | Temporada    | Temporada    |         |
| Ator                  | Personagem                | 1            | 2            | 3            | 4            | 5            | 6            | 7            |         |
| --------------------- | ------------------------- | ------------ | ------------ | ------------ | ------------ | ------------ | ------------ | ------------ | ------- |
| Sarah Michelle Gellar | Buffy Summers             | Protagonista | Protagonista | Protagonista | Protagonista | Protagonista | Protagonista | Protagonista |         |
| Alyson Hannigan       | Willow Rosenberg          | Regular      | Regular      | Regular      | Regular      | Regular      | Regular      | Regular      |         |
| Nicholas Brendon      | Alexander "Xander" Harris | Regular      | Regular      | Regular      | Regular      | Regular      | Regular      | Regular      |         |
| Anthony Stewart Head  | Rupert Giles              | Regular      | Regular      | Regular      | Regular      | Regular      | Recorrente   | Recorrente   |         |
| James Marsters        | Spike/William             |              | Recorrente   | Participação | Regular      | Regular      | Regular      | Regular      | Regular |
| Emma Caulfield        | Anya Jenkins/Anyanka      |              |              | Recorrente   | Recorrente   | Regular      | Regular      | Regular      |         |
| Michelle Trachtenberg | Dawn Summers              |              |              |              |              | Regular      | Regular      | Regular      |         |
| David Boreanaz        | Angel/Angelus             | Recorrente   | Regular      | Regular      | Participação | Participação |              | Participação |         |
| Amber Benson          | Tara Maclay               |              |              |              | Recorrente   | Recorrente   | Regular      |              |         |
| Charisma Carpenter    | Cordelia Chase            | Regular      | Regular      | Regular      |              |              |              |              |         |
| Seth Green            | Daniel "Oz" Osbourne      |              | Recorrente   | Regular      | Regular      |              |              |              |         |
| Marc Blucas           | Riley Finn                |              |              |              | Regular      | Regular      | Participação |              |         |

### Elenco Recorrente
| Ator                  | Personagem                   | Temporada     | Temporada     | Temporada     | Temporada     | Temporada    | Temporada     | Temporada     |
| Ator                  | Personagem                   | 1             | 2             | 3             | 4             | 5            | 6             | 7             |
| --------------------- | ---------------------------- | ------------- | ------------- | ------------- | ------------- | ------------ | ------------- | ------------- |
| Kristine Sutherland   | Joyce Summers                | Recorrente    | Recorrente    | Recorrente    | Participações | Recorrente   | Participações | Participações |
| Amber Benson          | Tara Maclay                  |               |               |               | Recorrente    | Recorrente   | Recorrente    |               |
| Eliza Dushku          | Faith Lehane                 |               |               | Recorrente    | Participações |              |               | Recorrente    |
| Robia LaMorte         | Jenny Calendar               | Recorrente    | Recorrente    | Participação  |               |              |               |               |
| Juliet Landau         | Drusilla                     |               | Recorrente    |               |               | Participação |               |               |
| Armin Shimerman       | Diretor Snyder               | Recorrente    | Recorrente    | Recorrente    |               |              |               |               |
| Alexis Denisof        | Wesley Windam-Price          |               |               | Recorrente    |               |              |               |               |
| Mark Metcalf          | O Mestre                     | Recorrente    | Participações | Participações |               |              |               |               |
| Harry Groener         | Richard Wilkins (O Prefeito) |               |               | Recorrente    | Participação  |              |               |               |
| Julie Benz            | Darla                        | Recorrente    | Participação  |               |               | Participação |               |               |
| Danny Strong          | Jonathan Levinson            |               | Participações | Participações | Participações |              | Recorrente    | Participação  |
| Thomas Lenk           | Andrew Wells                 |               |               |               |               |              | Recorrente    | Recorrente    |
| Adam Busch            | Warren Mears                 |               |               |               |               | Participação | Recorrente    | Participação  |
| D. B. Woodside        | Diretor Robin Wood           |               |               |               |               |              |               | Recorrente    |
| Nathan Fillion        | Caleb                        |               |               |               |               |              |               | Recorrente    |
| Iyari Limon           | Kennedy                      |               |               |               |               |              |               | Recorrente    |
| George Hertzberg      | Adão                         |               |               |               | Recorrente    |              |               |               |
| Lindsay Crouse        | Maggie Walsh                 |               |               |               | Recorrente    |              |               |               |
| Clare Kramer          | Glory/Glorificus             |               |               |               |               | Recorrente   |               |               |
| Charlie Weber         | Ben                          |               |               |               |               | Recorrente   |               |               |
| Mercedes McNab        | Harmony Kendall              | Recorrente    | Recorrente    | Recorrente    | Recorrente    | Recorrente   |               |               |
| Ellizabeth Anne Allen | Amy Madison                  | Participações | Participações |               |               |              | Participações |               |
| Bianca Lawson         | Kendra                       |               | Recorrente    |               |               |              |               |               |

## Créditos de abertura
A sequência de abertura de Buffy fornece créditos no início de cada episódio. A música foi executada pela banda de rock Nerf Herder. A música inclui uma melodia semelhante a uma canção pop austríaca dos anos 1980, chamada "Codo", pelo DOF, mas Nerf Herder declarou que "nunca ouviu falar de DÖF", e que a semelhança foi mera coincidência. [carece de fontes?] No comentário do DVD para o primeiro episódio de Buffy, Whedon disse que sua decisão de ir com o tema do Nerf Herder foi influenciado pela atriz Alyson Hannigan, do elenco principal da série, que lhe fez ouvir a música da banda. Janet Halfyard, em seu ensaio "Música, Gênero e Identidade em Buffy the Vampire Slayer e Angel", descreve a abertura: "Ela começa com o som de um órgão, acompanhados por um uivo do lobo, com uma imagem visual de um céu noturno cintilando revestida com script arcaico ininteligível: as associações com o estilo de filmes como Nosferatu são inconfundíveis. " [carece de fontes?]
Mas as mudanças do tema: "A sequência de abertura retira-se da esfera de 1960 e horror dos anos 70, repetindo o mesmo motivo, o órgão agora suplantado por uma guitarra agressiva elétrica, localiza-se na cultura da juventude moderna."  Essa música é ouvida sobre as imagens de um elenco de jovens envolvidos na ação e turbulência da adolescência. A sequência oferece uma pós-toque moderno no gênero de terror.
Os clips breves de personagens e eventos que compõem a sequência de abertura são atualizadas de época para época. As únicas imagem que persistem em todas as sete temporadas são as de um livro intitulado "Vampyr" e da cruz dada por Angel a Buffy no primeiro episódio. Cada sequência termina com uma cena longa de Buffy, que varia entre as temporadas, apesar de que nas duas últimas, embora a imagem seja a de Buffy, na verdade são sua versão robótica, e o vilão conhecido como "O Primeiro Mal", enfrentado na última temporada da série. A única exceção foi no início do episódio da quarta temporada, "O Super Astro" (Superstar), onde a cena que fecha a abertura, ao invés de ser Buffy, é a do personagem Jonathan Levinston,.
Créditos originais:
- O episódio da quarta temporada "O Super Astro" (Superstar) teve a abertura tradicional da quarta temporada, mas com imagens adicionais do personagem Jonathan, figura central do episódio.
- A abertura do episódio "Buffy vs. Drácula" teve o elenco regular com a omissão de Michelle Trachtenberg (Dawn) nas cenas da sequência do título. Ela foi creditada em segundo lugar na lista de elenco convidado.
- O episódio da sexta temporada "Vendo Tudo Vermelho" (Seeing Red), acrescentou Amber Benson (Tara) como membro do elenco regular na abertura.
- Na sexta temporada, no memorável episódio "Mais Uma Vez, Com Sentimento" ("Once More, with Feeling"), a abertura foi completamente modificada, transformada na abertura de um musical, tema explorado pelo episódio.

## Música
A música de Buffy apresenta uma mistura de pop, rock e indie. Os compositores levavam cerca de sete dias para organizar entre quatorze e trinta minutos de música por episódio. O compositor Christophe Beck usou computadores e sintetizadores, embora seu objetivo era produzir uma trilha sonora que alcançasse o padrão de um filme. [carece de fontes?]
A maioria dos episódios contêm música indie rock, normalmente colocadas no ponto de encontro dos personagens da série, o clube chamado Bronze. John King, supervisor da trilha sonora, explicou que "eles gostam de usar bandas pouco conhecidas" que "poderiam jogar de forma credível nesse espaço." [carece de fontes?] Por exemplo, o grupo fictício de Dingoes Ate My Baby, que é encenada na tela.
Foi evitada, o máximo possível, a presença de conhecidas canções pop, mas, em episódios de maior importância, há músicas de artistas famosos, como Sarah McLachlan, Blink 182, Tianmu Blind, Aimee Mann (que também tinha uma linha de diálogo), Cibo Matto e Michelle Branch. Esta última, inclusive, cantou no Bronze, no episódio Tabula Rasa, em uma emocionante cena. Devido à popularidade das músicas utilizadas na série, foram publicadas compilações de músicas da série.

## Concepção e influências principais
Em termos de influências principais, denotam-se frequentemente entre fãs e críticos elementos como filmes de terror B, filmes de artes marciais e o universo das histórias em quadrinhos, ou revistas em quadrinhos (nomeadamente Homem-Aranha e Kitty Pryde, dos X-Men, como influências na personagem principal, em particular a segunda, cujos traços de personalidade Whedon reconhece como recorrentes nas suas personagens femininas). Whedon também foi influenciado por Xena, da série Xena: A Princesa Guerreira.
Outras influências que se apontam, no mundo televisivo em particular, em termos de formato, são Arquivo X, e My So-Called Life (Minha Vida de Cão no Brasil), o primeiro pela fórmula básica do chamado monstro da semana, tendo, em cada episódio, um mal específico a combater ou um problema a se resolver, que serve como cenário para o avanço das linhas narrativas da personagem. A segunda série retrata a vida adolescente e noççoes de feminismo, segundo linhas menos óbvias e menos desfeminizadas. Whedon em particular reconheceu a importância de Life.[carece de fontes?]

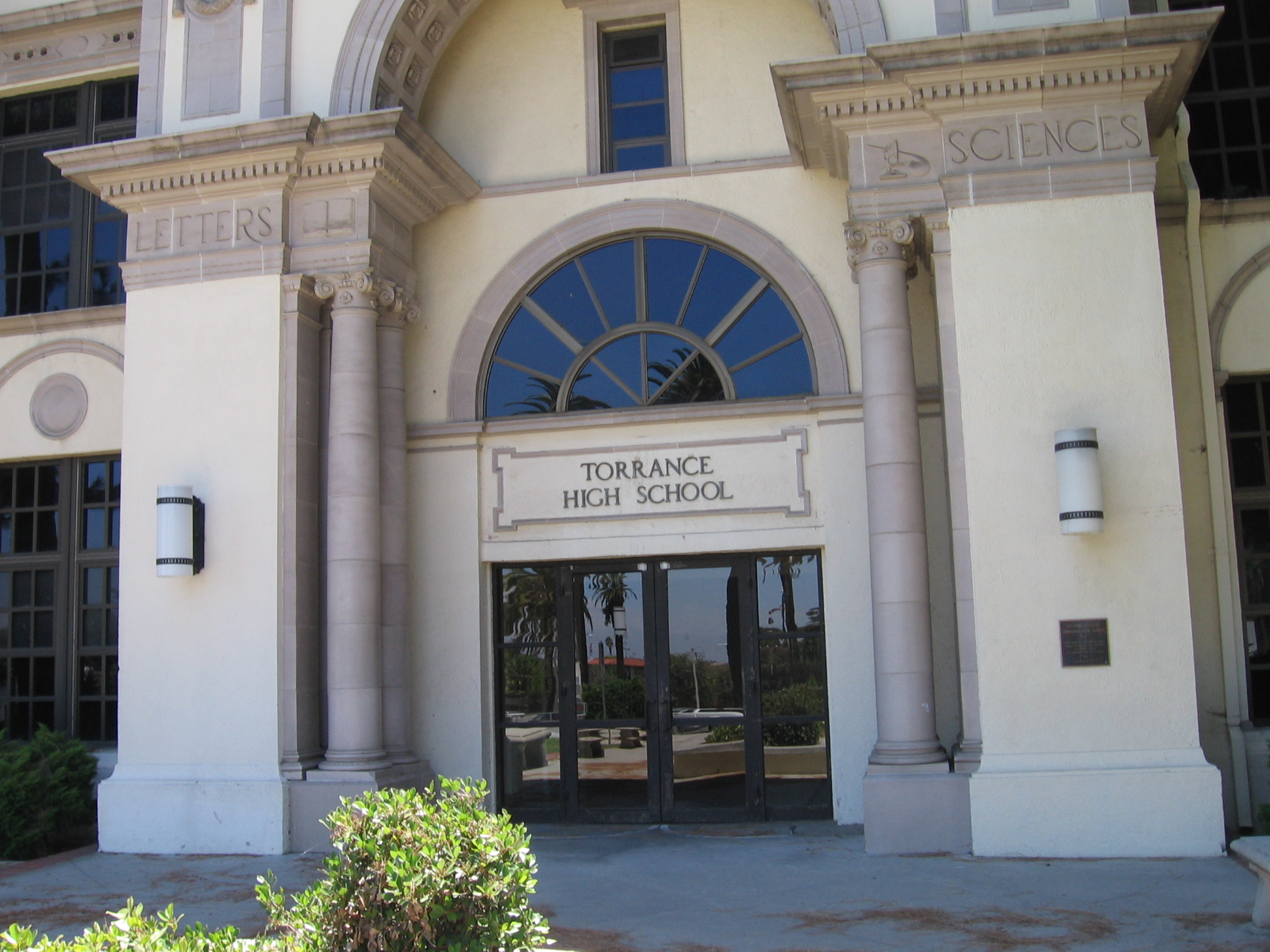
Escola que foi palco das 3 primeiras temporadas

Para além da possibilidade da exploração da noção básica de feminismo que se atribui à série, os múltiplos demónios que surgem servem também como ferramenta metafórica para a condição social dos adolescentes no liceu/escola secundária, pretendendo os escritores frequentemente explorar temas associados a esta fase da vida através de analogias demoníacas, algo que contribuiu para a distinção da série dos seus pares, e, afirmam os fãs, para a sua identificação com a série e apelo da dita.

### Emmys
A série chegou a receber uma nomeação, pela escrita no episódio "Inquietação" (Hush), caracterizado pela ausência de diálogo durante uma grande parte do mesmo, por conta das personagens perderem as suas vozes.
Outro notável episódio é o musical da sexta temporada, "Once More, with Feeling", também recebeu indicações, e é considerado por Joss Whedon como uma sequência de Hush.
O compositor Christopher Beck ganhou um Emmy pela trilha sonora da série. Christopher ganhou o prémio devido à canção "Close Your Eyes", que é o tema de amor das personagens Buffy e Angel. Contudo, músicas de sua autoria são usadas apenas da primeira à quarta temporada, regressando no último episódio da quinta, O Dom, onde Buffy se sacrifica para salvar o mundo. Alguns dos scores mais importantes foram lançados em álbuns de Buffy.

## Prêmios

### Emmy Awards
- Momento mais memorável em uma série de drama, The Gift (2008)
- Maquiagem para uma série de televisão, Surprise/Innocence (1998)
- Composição musical para uma série (Drama), Becoming, Part One (1998)

### Saturn Awards
- Melhor série da TV aberta (1998, 2001, 2002)
- Ator coadjuvante em uma série, James Marsters (2001, 2004)
- Atriz coadjuvante em uma série, Alyson Hannigan (2003)
- Face do Futuro do Cinema,  Emma Caulfield também por Darkness Falls (2003)
- Face do Futuro do Cinema, James Marsters (2002)
- Melhor atriz em uma série de televisão, Sarah Michelle Gellar (1999)

### Golden Satellite Awards
- Elenco em série dramática (2002)

### Hugo Awards
- Melhor apresentação dramática, forma curta "Conversations with Dead People" (2002)

## Indicações

### Emmy Awards
- Cabelos para Série, "Beer Bad" (2000)
- Cinematografia para série em "Hush" (2000)
- Melhor Roteiro de Série Dramática, "Hush" (2000)
- Cabelos para Série, "Hell's Bells" (2002)
- Melhor Maquiagem (sem prótese) para uma série, "Hell's Bells" (2002)
- Melhor Maquiagem (prótese) para uma série, "Hell's Bells" (2002)
- Melhor Direção musical, por "Once More, with Feeling" (2002)
- Efeitos especiais em uma série, "Chosen" (2003)

### Globos de Ouro
- Melhor Atriz em Série de televisão -Drama, Sarah Michelle Gellar (2001)

### Hugo Awards
- Melhor Apresentação Dramática, Forma Curta - "Chosen" (2003)
- Melhor Apresentação Dramática - "Once More, with Feeling" (2001)

### Saturn Awards
- Melhor Atriz em Série de televisão, Sarah Michelle Gellar (1998, 2000–2004)
- Série de TV aberta (1999, 2000, 2003, 2004)
- Melhor Ator Coadjuvante em uma série de televisão, James Marsters (2000, 2002, 2003)
- Melhor Atriz Coadjuvante em Série de televisão, Michelle Trachtenberg (2001–2003)
- Melhor Atriz Coadjuvante em Série de televisão Alyson Hannigan (2001, 2002)
- Melhor Ator Coadjuvante em Série de televisão Anthony Stewart Head (2001)
- Melhor Ator Coadjuvante em Série de televisão Nicholas Brendon (2000)
- Melhor Ator em Série de televisão Nicholas Brendon (1998, 1999)

### Golden Satellite Awards
- Melhor Série de televisão Drama (2003)
- Melhor Performance de uma Atriz em uma Série-Drama, Sarah Michelle Gellar (2003)
- TV Melhor Atriz Coadjuvante-TV Drama, Emma Caulfield (2003)
- TV Melhor Atriz Coadjuvante-TV Drama, Alyson Hannigan (2003)
- TV Melhor Ator Coadjuvante-TV Drama, James Marsters (2003)

## Buffyverso
O Buffyverse, também chamado de Buffyverso em português, é universo ficcional compartilhado no qual as série de televisão Buffy the Vampire Slayer e Angel são definidas. O termo foi originalmente concebido pelos fãs da série, antes de se tornar oficial e ser usado em trabalhos derivados dos programas televisivos, e também antes de ser adotado por Joss Whedon. O Buffyverso é um lugar no qual existem fenômenos sobrenaturais e o mal sobrenatural pode ser desafiado por pessoas dispostas a lutar contra tais forças.

### O filme
O filme foi lançado cinco anos antes da série, em 1992. Foi escrito pelo mesmo Joss Whedon da série, porém ele mesmo afirma que estragaram seu roteiro, tornando o filme em uma comédia pastelão. Os eventos ocorridos nesse filme não são considerados canônicos, porém pode-se tirar algumas referências dele, como Buffy ser uma residente de Los Angeles, ser uma menina do ensino médio, e ser obviamente a Caça-Vampiros sob a tutela de um sentinela - Merrick Jamison-Smythe (Donald Sutherland), que também aparece no seriado, durante o episódio "Becoming". No elenco, estão Kristy Swanson, Donald Sutherland e Luke Perry.

### Crossovers comAngel
Crossovers são aqueles episódios em que duas séries interagem, tendo momentos importantes e relevantes em ambas.
São esses:
- "A Cruel Luz do Dia" (The Harsh Light of Day), crossover com "Na Escuridão" (In the Dark)
- "Agonia" (Pangs), crossover com "Eu Vou Me Lembrar de Você" (I Will Remember You)
- "O Fator Yoko" (The Yoko Factor), crossover com "Santuário" (Sanctuary)
- "Garotas Sujas" (Dirty Girls), crossover com "Orpheus"
- "Escolhida" (Chosen), crossover com "Convicção" (Conviction)

### Projetos não realizados
O universo popular estabelecido pelas séries Buffy e Angel levou a tentativas do desenvolvimento de outros projetos comerciais relacionados ao Buffyverso. Entretanto, alguns deles permanecem engavetados por várias razões: em algumas, membros principais do elenco indisponíveis, em outras, estúdios que poderiam fornecer o necessário para a produção se mantém descrentes da possibilidade de tai projetos serem financeiramente viáveis. A seguir, uma lista de alguns deles:
- Corrupt: O episódio seria o segundo da primeira temporada da série Angel, mas o roteiro do episódio que mostraria personagens viciados em drogas e assassinatos de prostitutas foi substituído por algo mais leve, dando então lugar a "Corações Solitários" (Lonely Hearts).
- Buffy The Vampire Slayer: The Animated Series: O clipe de três minutos mostrando o que seria uma versão em desenho animado de Buffy foi enviado a diversas emissoras, entretanto, a produção parou quando a animação foi recusada por todas elas. Joss Whedon comandaria o projeto ao lado de Jeph Loeb e Jane Espenson, e vários episódios já haviam sido escritos para o desenho. Todo o elenco principao, exceto a atriz protagonista Sarah Michelle Gellar, dublariam seus personagens. Gellar fora substituída por Giselle Loren.
- Faith The Vampire Slayer: Idealizada por Tim Minear, a série se passaria após a sétima temporada de Buffy, onde a personagem título, a caçadora anti-heróica Faith Lehane, lutaria contra o mal enquanto buscava seu lugar no novo mundo. Os anúncios de Faith e o do fim de Buffy foram feitos simultaneamente, mas a atriz Eliza Dushku "buscava tentar algo diferente", e logo em seguida protagonizaria a série Tru Calling. Alguns dos temas que seriam explorados na série Faith foram utilizados em algumas edições da Oitava Temporada de Buffy.
- Ripper: Originalmente proposta para ser baseada no personagem Rupert Giles, o guardião de Buffy, a produção seria uma série, um filme para televisão ou um lançamento diretamente em DVD. O seriado exploraria o tema da solidão do homem que, em sua juventude, trabalhava com forças ocultas e recebera o apelido de "estripador" (razão do título em inglês ripper). Vários outros projetos levaram ao adiamento da produção de Ripper, incluindo Dollhouse e a Oitava Temporada de Buffy. Questões envolvendo direitos autoriais e indisponibilidade do ator Anthony Head levaram o projeto a ser cancelado.
- Spike: O vampiro que se popularizou nas séries Buffy e Angel ganharia sua adaptação cinematográfica, que seria um filme para DVD ou diretamente lançado em DVD, e que contaria com Amy Acker como Illyria e Alyson Hannigan como Willow. A indisponibilidade de Joss Whedon, razão de estar em outros projetos como Serenity e X-Men, acabou cancelando a ideia do filme que estrelaria James Marsters.

## Impacto cultural
Buffy é tida como uma das séries que mais mudaram o rumo televisivo do drama norte-americano. Muitas que vieram depois sofreram grandes influências do seriado. [carece de fontes?]
Exemplos como: Dead Like Me,Supernatural, Smallville, Joan of Arcadia, as temporadas recentes de Doctor Who e seu spin-off Torchwood, Tru Calling,Veronica Mars, e até mesmo LOST. Em 2004 a série Veronica Mars foi caracterizada por série-irmã de Buffy, com diversos fatores e semelhanças em suas tramas. O próprio criador de Buffy, Joss Whedon disse que Veronica, era a "Harry Potter da TV", e participou de um episódio como convidado.
Em 2005, Supernatural recorreu de elementos presentes em Buffy, como personagens jovens, histórias familiares, legados, demônios, vampiros e lutas contra o mal. Em certos episódios, os mesmo temas são citados, inclusive. Outras séries depois de Buffy que usaram tema "amor entre vampiro e humano" são: Moonlight, True Blood e The Vampire Diaries, além claro da saga de livros e filmes de Stephenie Meyer, Crepúsculo. O universo prescrito tanto por Buffy quanto por seu spin-off Angel recebeu dos fãs o título, que logo se tornou oficial, de Buffyverso. [carece de fontes?]

## Buffyem Portugal
Buffy - Caçadora de Vampiros teve a sua estreia em Portugal em Janeiro de 1999 , na SIC, onde foram exibidas as 2 primeiras temporadas. Na altura, o canal SIC adquiriu as duas temporadas e exibiu-as de forma seguida. A terceira temporada só chegou alguns anos depois, sendo exibida no Late Night. De salientar que a terceira temporada teve três episódios exibidos ao início da tarde, nomeadamente em dias de feriado. A quarta temporada chegou apenas à SIC em 2004, depois de já ter sido exibida em 2003, na SIC Radical batendo os recordes de audiência do canal nesse mesmo ano. Durante esta exibição, a SIC transmitiu três episódios ao início da tarde de domingo.
Em Setembro de 2004, depois de várias repetições da série no canal generalista SIC, a SIC Radical começa a 30 de Setembro do mesmo ano a repetição das primeiras 4 temporadas, todas as quintas-feiras à noite, passando mais tarde, em Janeiro de 2005, para as sextas-feiras.
A 30 de Setembro de 2006, a SIC Radical exibe, pela primeira vez, a 5.ª temporada, fazendo uma antestreia, acabando esta temporada já em 2007, sendo continuada pela 6.ª e 7.ª.
A transmissão de Buffy em Portugal foi feita de forma muito inconstante estando a série parada durante quase 3 anos e recomeçar no ano em que terminou nos Estados Unidos. A exibição das 3 últimas temporadas foi feita 3 anos depois do seu cancelamento nos Estados Unidos, acabando esta em Portugal 11 anos depois da estreia em 1997 nos Estados Unidos, e 4 anos quase 5 depois do seu fim lá.
Embora tenha tido uma exibição inconstante, os episódios da terceira e quarta temporada, transmitidos nas tardes de domingo, foram líderes no horário alcançando entre 500.000 e 700.000 espetadores.
Devido a todos estes eventos, o DVD da 1.ª temporada foi lançado a 6 de Dezembro de 2007, 7 anos depois do primeiro DVD Buffy no mundo.
Em 11 de agosto de 2009, a série estreou no canal Fox, às 17h.
Mais tarde, em 8 de fevereiro de 2016, voltou a emitir no canal Syfy.[carece de fontes?]
A série passou a estar disponível a 23 de fevereiro de 2021 no serviço Disney+.

## Buffyno Brasil
Buffy, a Caça-Vampiros, como é conhecida no Brasil, foi transmitida na íntegra e com áudio original no canal a cabo da Fox Brasil, com atrasos mínimos em relação a exibição original, enquanto a Rede Globo transimitiu de maneira conturbada as primeiras temporadas com atrasos relativos de um ano, mas após algum tempo sendo exibida aos sábados à tarde, a série passou a ser exibida pela emissora somente durante as madrugadas, como "tapa-buraco" da programação.
A série rendeu boas audiências em ambos os canais, e tanto que em uma reprise promovida pela Rede TV! passou a ser exibida novamente, dessa vez, sem a mesma cronologia e totalidade da original.
A série Buffy a Caça Vampiros não teve suas demais temporadas exibidas em totalidade na TV Aberta Brasileira, isso só aconteceu em sua emissora de origem, Fox Brasil, que por sua vez é um canal de assinatura (Canal Pago).
Os DVDs da série foram de responsabilidade da Fox Film, que apesar de ter posto no mercado as cinco, das sete temporadas.

### Relançamento pela Netflix
O famoso serviço de streaming Netflix incluiu Buffy em seu catálogo brasileiro de séries em 1.º de julho de 2013, com opção tanto de áudio original como dublado em português - tendo sido esta a primeira vez em que a versão dublada da sétima temporada pôde ser exibida no Brasil. Com o fim da parceria entre a Fox e a Netflix, Buffy deixou o catálogo em 1.º de julho de 2017.[carece de fontes?]

## Audiência

### Audiência nos Estados Unidos
Apesar de Buffy não ser uma série pertencente aos 4 Grandes Canais (ABC, CBS, Fox* e NBC) conseguiu alavancar a audiência do pequeno The WB fazendo dele um canal que atraía um público fiel. Buffy foi um dos show mais vistos da WB em toda sua curta história.
- 1.ª Temporada: 3,7 milhões
- 2.ª Temporada: 5,2 milhões
- 3.ª Temporada: 5,3 milhões[carece de fontes?]
- 4.ª Temporada: 5,1 milhões[23]
- 5.ª Temporada: 4,5 milhões[24]
- 6.ª Temporada: 4,6 milhões[carece de fontes?]
- 7.ª Temporada: 4,1 milhões[25]
- Média da Série: 4,64 milhões[carece de fontes?]

### Audiências notáveis
- O episódio Innocence , o 14.º da 2.ª temporada rendeu a melhor audiência em toda a série, 8,2 milhões de telespectadores e marcou a mudança da exibição de segunda para terça, estabelecendo-se como a mais assistida do canal.
- O episódio Bargaining deu ao canal a segunda melhor audiência da série, atraindo 7,7 milhões de telespectadores e foi a partir desse episódio que a série passou a ser exibida pelo canal UPN.
- O episódio Graduation Day foi o mais visto da 3.ª temporada, com 6,5 milhões de espectadores.
- O episódio Hush foi visto por 6,6 milhões, a melhor audiência da 4.ª Temporada.
- O episódio No Place Like Home garantiu a melhor audiência do 5.ª ano, com 6,4 milhões de espectadores.

### Audiência no Brasil
A série foi exibida nas tardes de sábado e nas madrugadas dos dias de semana na Rede Globo, garantindo uma boa audiência que chegava a mais de 20 pontos, enquanto na Fox, a audiência, rendia audiências mistas, ora altíssimas para um canal a cabo, ora baixas, mas manteve-se como série de sucesso durante suas 7 temporadas. Na exibição original da quinta temporada, em particular, foi a série de televisão a cabo mais assistida.